# Augustinus Keijer
Johan Augustinus Keijer, född 2 november 1900 i Mönsterås, död 29 juni 1969 på Lidingö, var en svensk frikyrkoman, redaktör och politiker (folkpartist). 
Keijer inledde sin karriär som sekreterare på SMU Svenska missonsförbundets ungdom åren 1924-1938. Augustinus Keijer var lärare vid Missionsskolan, Lidingö 1938-1947, chef för Svenska Missionsförbundets bokförlag 1947-1952 och Gummessons bokförlag 1949-1952. Han var redaktör för tidningarna Hem, Hem, Livsfrågor, Påsk, Sol, Vinterny. Han var därefter chefredaktör för Svensk Veckotidning 1952-1957 innan han återgick till Gummessons bokförlag 1957-1965. Han var sedan 1934 sekreterare för samarbete mellan de evangeliska friförsamlingarna i Europa, och Keijer hade under sin tid stor betydelse för organisationen IFFEC. IFFEC International Federation of Free Evangelical Churches bildades 1948 och Keijer var dess förste ordförande.
Han var riksdagsledamot i andra kammaren för Stockholms läns valkrets 1957-1958 samt 1961-1968, och var under hela sin riksdagstid suppleant i första lagutskottet. Han var även suppleant i konstitutionsutskottet 1958 och 1964-1967 samt i allmänna beredningsutskottet 1961-1963. Som riksdagspolitiker var han främst engagerad i kultur- och skolfrågor. Keijer kom även att ha ett flertal politiska uppdrag för Lidingö stad 1949-1958.